# 1266
Cette page concerne l'année 1266  du calendrier julien. Pour l'année 1266 av. J.-C., voir 1266 av. J.-C.
L'année 1266 est une année commune qui commence un vendredi.

## Événements
- 18 février[1] : le Turc Balbân, vendu comme esclave à Iltutmish, d’abord ministre, devient sultan de Delhi à la mort de Nâsir ud-Dîn Mahmûd.
- Mars-septembre : second règne de Mubarak Shah sur le khanat de Djaghataï, sous la régence de sa mère Orghana Qatun[2].

- Printemps : Nogaï passe le passage de Derbent et la Koura, menaçant l'Azerbaïdjan. Il est battu sur l'Aqsou par l'Ilkhan Abaqa. Le khan des Kiptchak Berké franchit à son tour le Caucase et marche contre l’Iran pour le soutenir[2]. Il meurt au passage de la Koura, ce qui met fin à la campagne, probablement en janvier 1267[3].

- 25 juillet : le sultan d'Égypte Baybars prend la forteresse des Templiers à Safed[4].

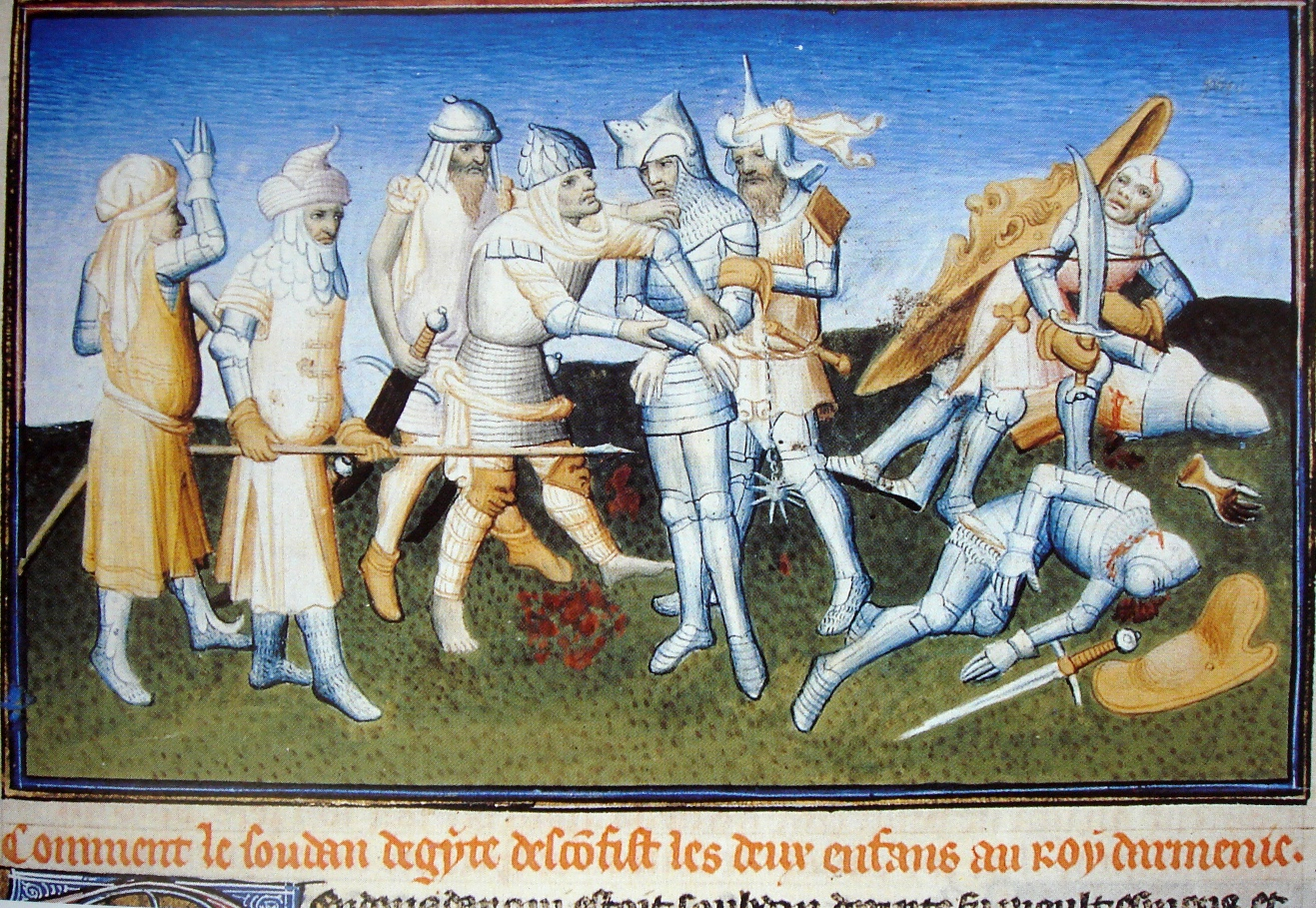
24 août : le désastre de Mari, Enluminure tirée du Livre des merveilles du monde (XIVe siècle).

- 24 août : bataille de Mari. Baybars vainc le royaume arménien de Cilicie près d'Alexandrette puis met à sac la Cilicie[5].

- Août[6] : le prince Koreyasu succède au prince Munetaka comme shogun Kamakura au Japon.
- Septembre : début du règne de Barak, khan de Djaghataï (fin en 1271)[2].

### Europe
- 6 janvier : Charles Ier d'Anjou et son épouse Béatrice de Provence sont couronnés roi et reine de Naples et de Sicile à Rome[7].

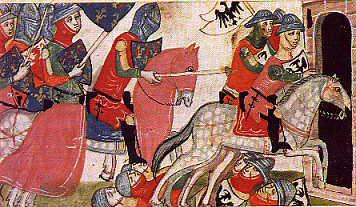
26 février : bataille de Bénévent

- 26 février : bataille de Bénévent. Le roi de Sicile Manfred est vaincu et tué près de Bénévent par Charles d’Anjou[8].
- 5 juillet[9] : Traité de Perth : les Norvégiens cèdent l'île de Man et les Hébrides à l'Écosse.
- 1er août : Date probable du début de l'émission du gros tournois, monnaie d'argent, en France[10].
- 11 novembre[11] : les guelfes se réinstallent définitivement à Florence grâce à Charles Ier d'Anjou.
- 21 octobre : à la mort de Birger Jarl, son fils Valdemar partage le pouvoir en Suède avec son frère Magnus, qui l’évincera par la suite (1275)[12].
- 31 octobre[13] : Dictum de Kenilworth (en). Fin de la seconde guerre des barons en Angleterre. Henri III d'Angleterre annule les Provisions d'Oxford.
- 14 décembre : fin du siège de Kenilworth[14].

- Fondation probable du comptoir Génois de Caffa en Crimée (la première mention sure date de 1281[15]). Il est occupé jusqu'en 1475. Les Génois de Crimée reçoivent de nombreux privilèges commerciaux de la Horde d'or[2].
- Engelbert, archevêque de Cologne, apprenant que les Juifs sont victimes d’exactions, ordonne d’afficher leurs libertés. En particulier, ils doivent être assujettis, dans le ressort de son archevêché, aux mêmes tonlieux et péages que les chrétiens et leurs biens[16].